# Pfarr- und Wallfahrtskirche Dürrnberg

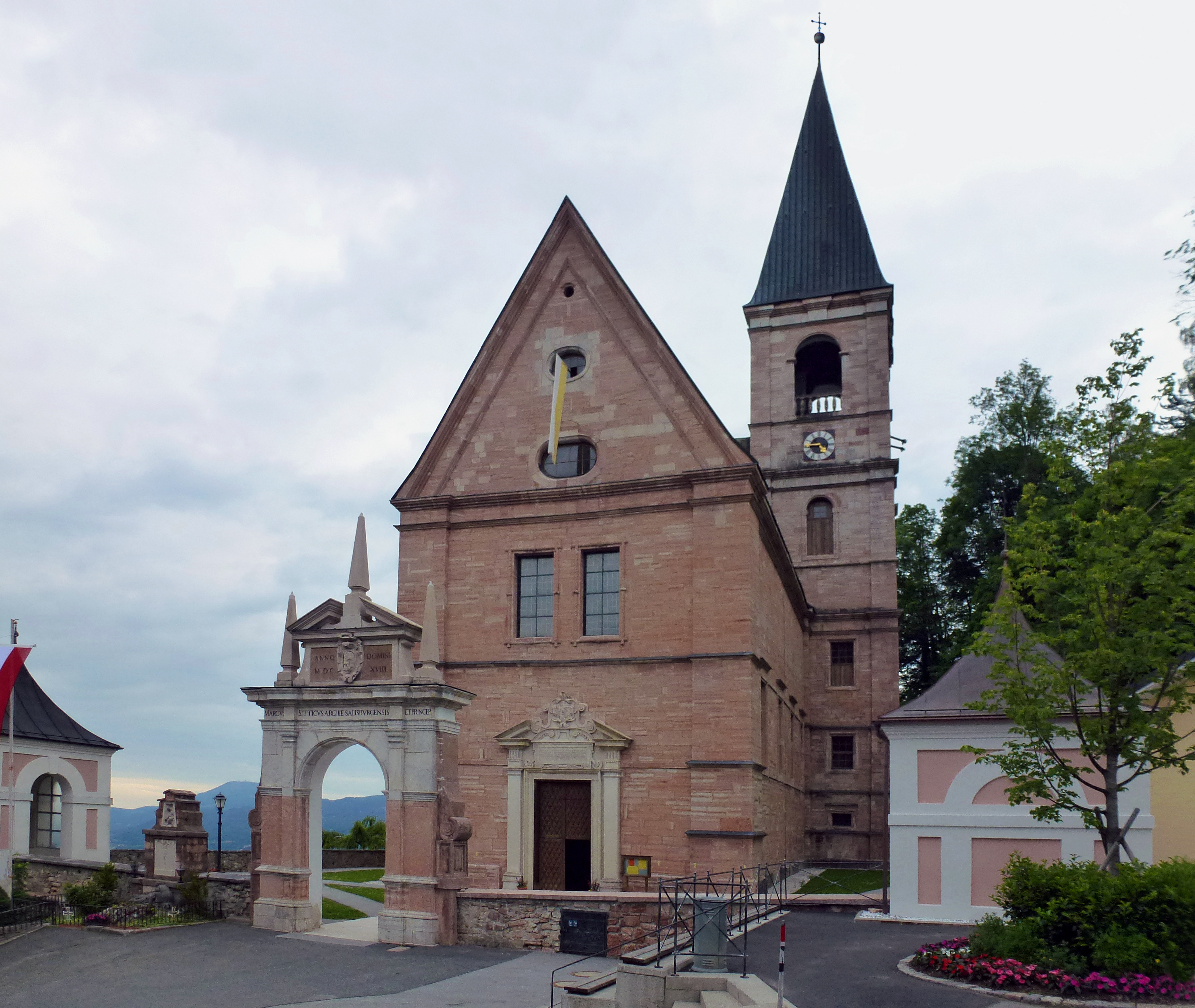
Katholische Pfarr- und Wallfahrtskirche Maria Himmelfahrt in Dürrnberg

Die römisch-katholische Pfarr- und Wallfahrtskirche Dürrnberg steht im Ort Dürrnberg in der Stadtgemeinde Hallein im Bezirk Hallein im Land Salzburg. Die dem Patrozinium Mariä Himmelfahrt unterstellte Wallfahrtskirche gehört zum Dekanat Hallein in der Erzdiözese Salzburg. Die Pfarrkirche steht unter Denkmalschutz (Listeneintrag). Das Patroziniumsfest wird am 15. August begangen.

## Geschichte
Im 12. Jahrhundert muss am Dürrnberg schon eine Filialkirche von Hallein für die Bergknappen und Mineure vorhanden gewesen sein, da in diesem Jahrhundert der Salzbergbau wieder aufgenommen wurde. Auf 1347 datiert dann der älteste urkundlich erwähnte Kirchenbau. Die später, im Jahre 1498, errichtete Kirche ließ Erzbischof Wolf Dietrich abbrechen und befahl die Konstruktion eines neuen Sakralbaues. Von 1680 an war die Kirche den Augustiner-Eremiten in Hallein 
inkorporiert, ab 1814 fungierte sie wiederum als ein von Weltpriestern versehenes Vikariat Halleins, 1857 erfolgte die Erhebung zur Pfarre.

## Kirche
Die alte Kirche ließ Fürsterzbischof Wolf Dietrich von Raitenau abbrechen und befahl 1596 die Errichtung eines Neubaus, der am 19. Oktober 1614 von seinem Nachfolger Markus Sittikus geweiht wurde. Laut Zeitzeugen nannte man sie „die gläserne Kirche“, weil der polierte Marmor so spiegelte, dass man sich darin sehen konnte. 1619 ließ Markus Sittikus vor der Kirche ein Portal errichten, welches an ein von Domenico Fontana geplantes Portal für Santa Maria Maggiore in Rom angelehnt ist.  Damit griff Markus Sittikus nochmals auf die Architektur einer Kirche zurück, die bereits für die Kuppel des Salzburger Doms verwendet wurde. Zwischen 1729 und 1732 musste in diese ein neues, etwa drei Meter tiefer liegendes Gewölbe eingezogen werden, weil die Außenmauern auseinandergedrückt worden waren, es aber wegen des fehlenden Zwischenraumes zwischen Gewölbe und Dachstuhl keinen Platz für Balken gab, mit denen man die Mauern hätte zusammenhängen können.	
Die Kirche ist ein einschiffiger Renaissancebau mit Campanile, an der barocken Ausstattung wirkten namhafte Künstler mit.

## Orgel

### Geschichte

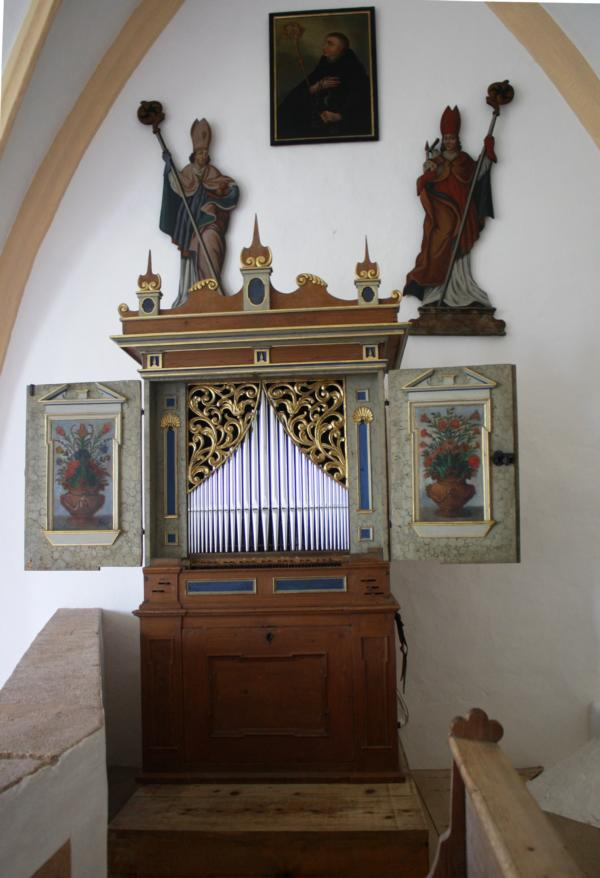
Positiv, vor 1627 gebaut

Für das Jahr 1627 sind die ältesten Ausgaben für die Bezahlung eines […] Organisten, […] Calcanten und anderen Musikern nachweisbar. In der Kirche  befanden sich zwei Orgel-Instrumente, eines davon war vielleicht ein Regal. Eins der zwei, nämlich das alte „Positiv“ (Orgel), verkaufte man 1661 an die Eremiten vom St. Georgen Gottshaus ob Hallein, die 1660 in und um derselben begonnen hatten, das später so prachtvolle Augustinerkloster Hallein zu gründen. Die Georgskirche wurde 1683 abgetragen und an ihrer Stelle eine neue errichtet, ohne Hinweis über den Verbleib des Instruments. Am 16. April 1943 übernahm, nach einem Brand in der Klosteranlage, der Halleiner Magistrat eine Orgel. Ob es das alte Instrument vom Dürrnberg gewesen sein könnte, das 1661 angekauft worden war, ist unbekannt geblieben, überdies gilt die übernommene Orgel seither als verschollen. Das andere Instrument, ein Positiv, verblieb bis 1860 noch in der Kirche, wurde aber dann im Zuge der Anschaffung einer größeren Orgel an die Kirche in Torren verkauft, wo es erhalten geblieben ist.

### Orgel von 1860

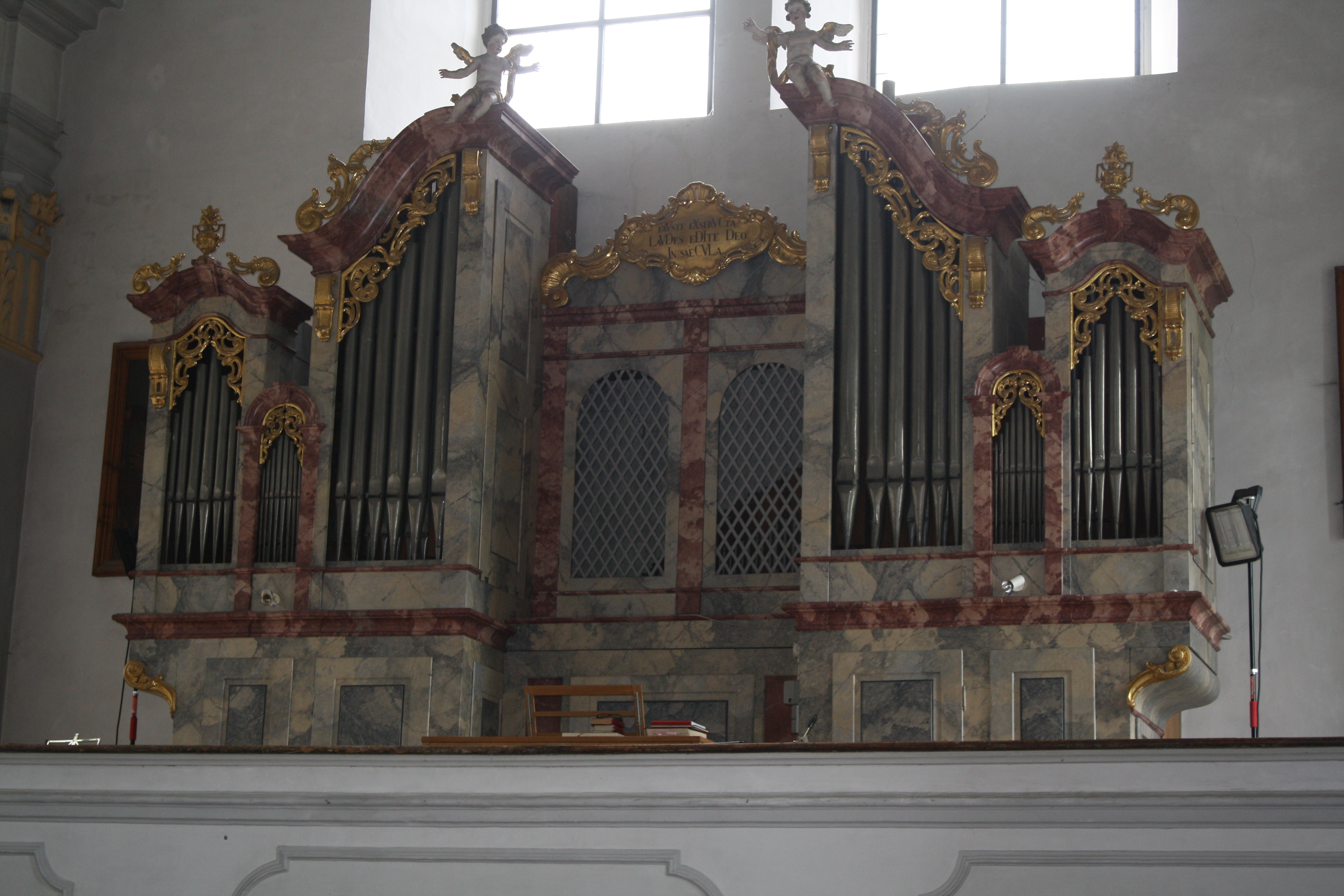
Mauracher-Orgel 1860

Johann Nepomuk Carl Mauracher, der 1861 seine Werkstätte von Braunau nach Salzburg verlegt, verwendete für den Bau der Orgel am Dürrnberg einerseits die 15 Register der gerade von ihm abgebrochenen Heilig Geist-Orgel, die auf der Nord-Ost-Empore des Salzburger Doms gestanden hatte, andererseits das von seinem Vater Karl Mauracher stammende, 1832 im nachbarocken Stil angefertigte Gehäuse der Saalfeldener Orgel. Treibende Kräfte für die Vorgangsweise, in der Dürrnberger Kirche eine Orgel aus gebrauchten Teilen herzustellen, waren die Söhne Franz Xaver Grubers, Franz und Felix Gruber. Die Einweihung der Orgel fand am 22. August 1860 statt. 1969 erhielt der Salzburger Orgelbauer Hermann Oettl den Auftrag, die Orgel umzubauen. Er entfernte den originalen Spieltisch und montierte einen neuen. Im Weiteren baute er die spieltechnische Einrichtung um und hellklingende Register ein, wobei er u. a. Pfeifenreihen einfach abschnitt.
Das Chronogramm auf dem Gehäuse lautet FAVSTE  EXSTRVCTA  LAVDES  EDITE  DEO  IN’  SAECVLA, ergibt 1832 und nimmt Bezug auf die Errichtung der Orgel in Saalfelden in diesem Jahr.

### Disposition seit 1969
| I. Manual C–f3 |       |
| Bourdun        | 16′   |
| Principal      | 8′    |
| Salicional     | 8′    |
| Flöte          | 8′    |
| Octav          | 4′    |
| Flöte          | 4′    |
| Quinte         | 2 ⁄3′ |
| Mixtur         | 2′    |

| II. Manual C–f3 |      |
| Gedeckt         | 8′   |
| Flöte           | 4′   |
| Principal       | 2′   |
| Zimbel          | 1⁄2′ |

| Pedal C–f1 |       |
| Subbaß     | 16′   |
| Octavbaß   | 8′    |
| Piffaro    | 4′+2′ |

- Koppeln: II/I, I/P, II/P.

## Wallfahrtsstätte

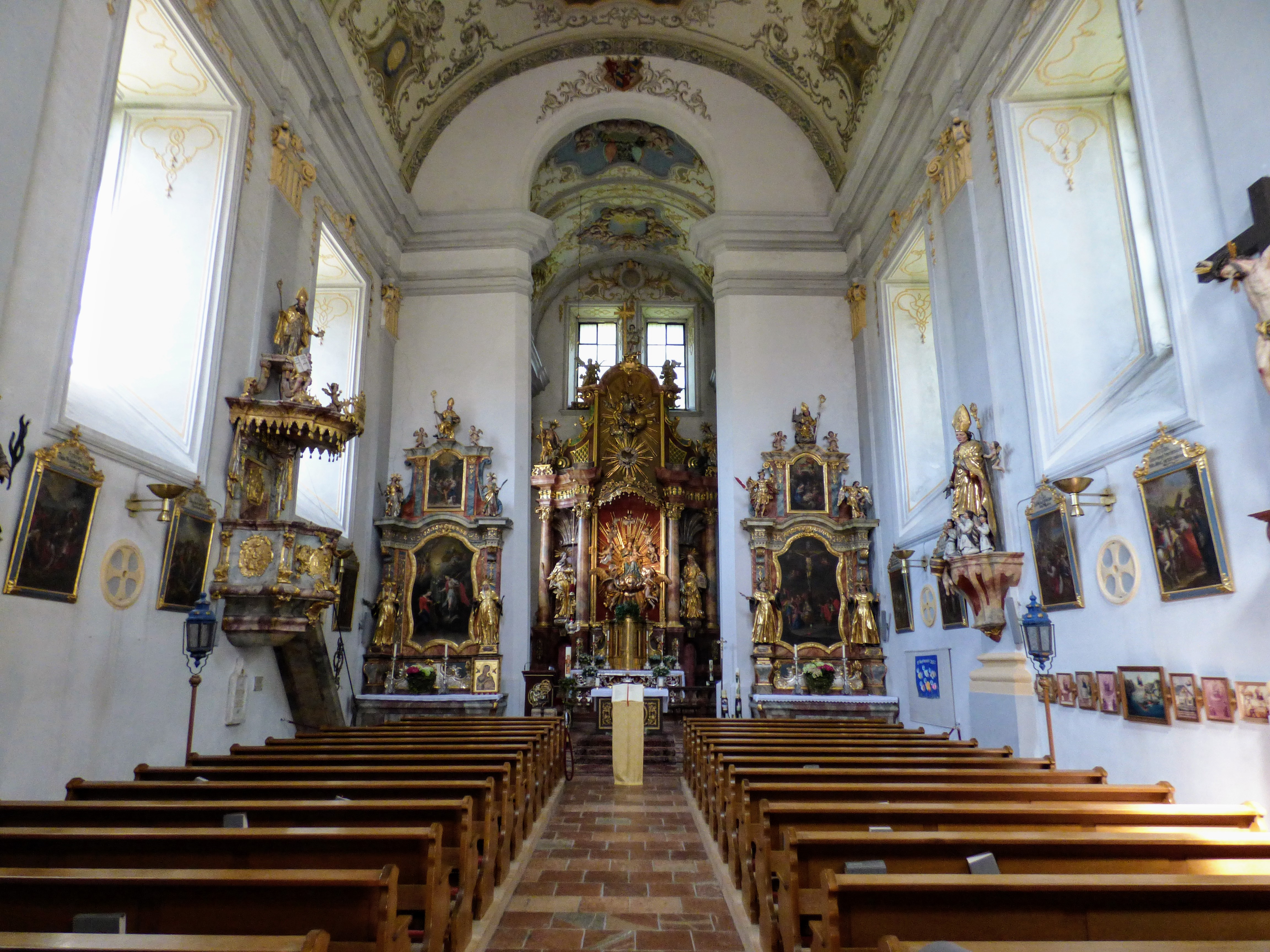
Langhaus der Wallfahrtskirche

### Quellkult
Am Zinkenberg oberhalb der Kirche befindet sich ein Fieberbründl, ein gotischer Brunnen aus rotgeflecktem Marmor mit polychromer Holzfigur der Muttergottes aus dem 18. Jahrhundert.

### Gnadenbilder
Zur Innenausstattung gehört das Gnadenbild einer 1616 angefertigten, auf Wolken thronenden Mondsichelmadonna mit zwölf Sternen um das Haupt. In der Rechten hält sie ein Herz, und ein nacktes gekröntes Kind sitzt auf ihrem linken Knie, das beide Hände streckt.
Die ursprüngliche Marienstatue war der Überlieferung zufolge von einem Verbrecher namens Hans Pernegger geschnitzt worden, den man in Folge dann nicht hinrichtete. Die dargestellte stehende Gottesmutter, die mit der Rechten ein Szepter und mit der Linken das Jesuskind hält, ist jetzt über der Sakristeitür angebracht.

### Wallfahrt
Gründe für eine Wallfahrt waren die Wiederbelebung toter Kinder, Aussicht auf Heilung durch Auftragen von Ampelöl, und Schutz vor der Pest. Votivgaben gebrauchte Krücken, geschnitzte oder aus Wachs nachgebildete Lungen und zersprungene Feuergewehre. Angeblich blieben die Saalfeldener Bürger, auf Fürsprache der Madonna vom Dürrnberg, im Jahre 1600 vor der Pest verschont, weshalb sie jedes sechste Jahr eine Kerze spendeten, die dann ein Jahr brannte. Schon vor Maria Plain war der Dürrnberg Wallfahrtsstätte für Kriegsheimkehrer geworden, weil Soldaten aus der Schlacht bei Solferino ihre Jahreswallfahrt dorthin abhielten.

## Protestantenverfolgung
In mehreren Aktionen wurde gegen die Protestanten auf dem Dürrnberg vorgegangen, so um das Jahr 1686, aber die überwiegend der Augsburger Konfession angehörenden Bergknappen weigerten sich, zur katholischen Kirche zurückzukehren. Daraufhin wurden die Prediger Joseph Schaitberger (Verfasser des Liedes Ich bin ein armer Exulant), Matthias Kammel und Simon Lindtner in Festungshaft genommen. Schaitberger musste 1686 zusammen mit rund 70 Männern und Frauen das Land verlassen.
Angestiftet von Jesuiten veranlasste Erzbischof Leopold Anton von Firmian 1731 eine weitere Vertreibung, die letzten Protestanten wurden mit dem Schiff von Hallein nach Regensburg abtransportiert. Ein Teil der Vertriebenen wurde im Mai 1732 von Friedrich Wilhelm I. von Preußen vor der Zehlendorfer Dorfkirche mit den Worten „Mir neue Söhne, euch ein mildes Vaterland“ begrüßt.

## Kriegerdenkmal
Das Kriegsdenkmal an der Mauer links vom Portal wurde vom Halleiner Bildhauer Max Domenig geschaffen.

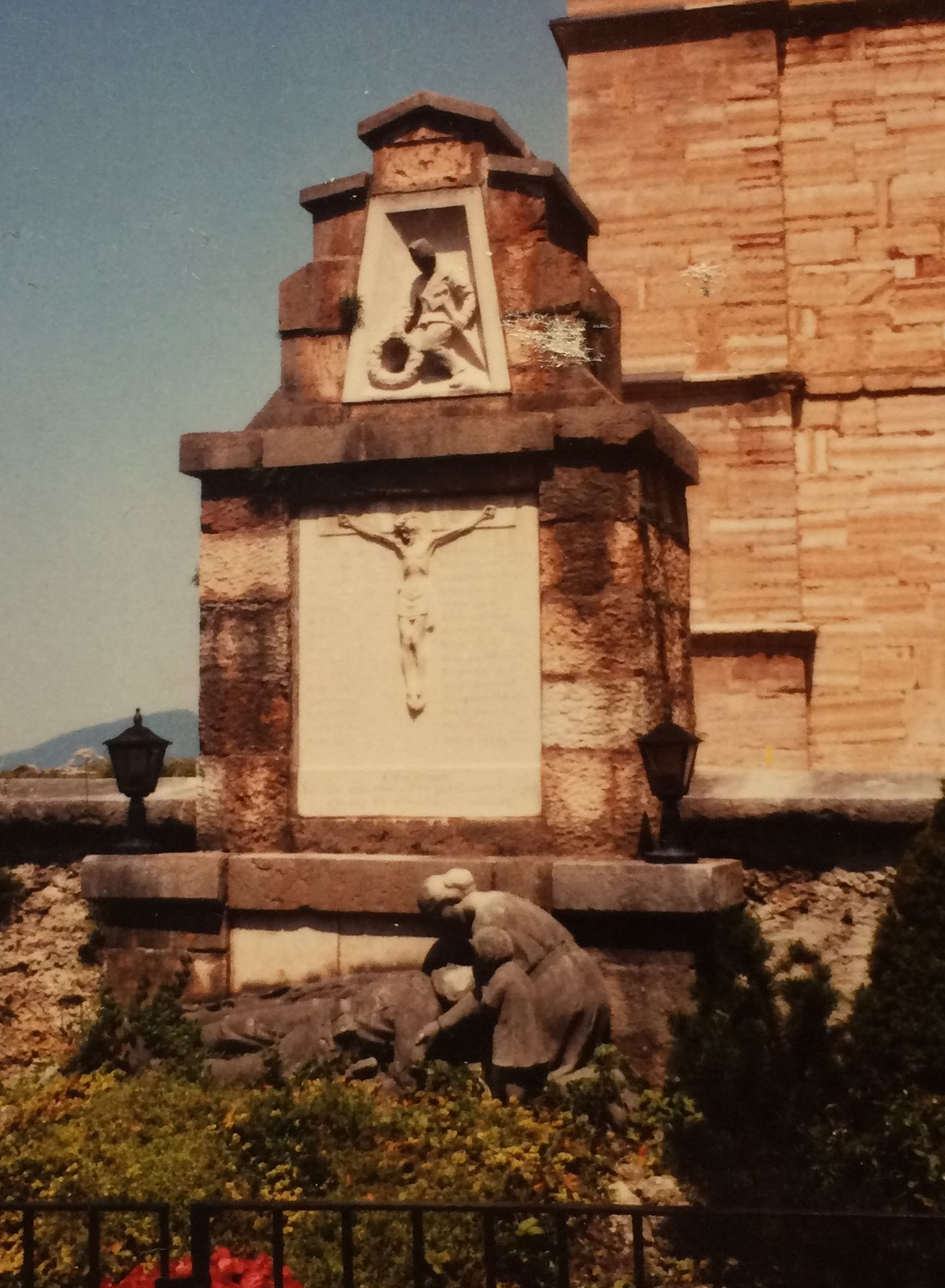
Kriegerdenkmal von Max Domenig